# Fiat G.50
O Fiat G.50 Freccia ("Flecha") foi um caça monoplano italiano da Segunda Guerra Mundial. Tendo o seu primeiro voo em Fevereiro de 1937, o G.50 foi o primeiro monoplano italiano a ser produzido em linha, totalmente metálico com trem de aterragem retráctil e cockpit fechado. No início de 1938 os Freccia entraram em serviço na Real Força Aérea Italiana, e com o seu braço expedicionário, a Aviazione Legionaria, em Espanha, deram provas de uma espantosa velocidade para a época (alcançava 470 km/h, a velocidade média de aviões como as primeiras versões do Messerschmitt Bf-109 e Polikarpov I-16) e, como a maior parte das aeronaves italianas, muito manobráveis. Contudo, o seu armamento inadequado (duas Breda-SAFAT metralhadoras de 12.7 mm) não lhe permitiam alcançar a performance que os pilotos desejavam, e os designers italianos preferiam sacrificar poder de fogo e proteção do piloto para ter maior maleabilidade e velocidade da aeronave (nesse período os motores de aeronaves italianas eram na maioria de baixa potência), diferentemente do que aconteceu com o Reino Unido (Hawker Hurricane, Supermarine Spitfire), Estados Unidos (Curtiss P-40, Grumman F4F) ou Alemanha Nazista (Focke-Wulf Fw 190). Alguns exemplares desta aeronave foi também usada pela Força Aérea da Croácia, e 35 foram enviados para a Finlândia, onde mostraram ser uma dor de cabeça para a aeronáutica soviética, onde combatia com superioridade tipos como o Polikarpov I-15 e Polikarpov I-153 biplanos e com relativa igualdade contra o Polikarpov I-16, o famoso caça monoplano soviético.